# エディ・グラハム
エディ・グラハム（Eddie Graham、本名：Edward Gossett、1930年1月15日 - 1985年1月21日）は、アメリカ合衆国のプロレスラー、プロレスのプロモーター。テネシー州チャタヌーガ出身。
現役選手時代は金髪のラフファイターとして活躍し、引退後はNWAフロリダ地区のチャンピオンシップ・レスリング・フロム・フロリダのプロモーターとなって繁栄マーケットを築いた。息子のマイク・グラハムも元プロレスラーである。

## 来歴
1947年にテキサス地区でデビュー。主にヒールのポジションで活動し、1950年代はリップ・ロジャースのリングネームを用いてバディ・ロジャースの「弟」を名乗ることもあった。1956年にはアマリロにて、ドリー・ファンク、ボブ・ガイゲル、サニー・マイヤースらと抗争。1958年4月22日にはダラスにて、ジョニー・バレンタインと組んでエンリケ・トーレス&アルベルト・トーレスからテキサス・タッグ王座を奪取している。
1958年6月よりエディ・グラハムと改名し、ドクター・ジェリー・グラハムとグラハム・ブラザーズを結成してNWAノースイースト地区のキャピトル・レスリング・コーポレーション（後のWWWF）に進出、マーク・ルーイン&ドン・カーティスやレッド・バスチェン&ルー・バスチェンとUSタッグ王座を争った。同地区には1960年代初頭まで参戦し、バディ・ロジャースともタッグを組んでバスチェン兄弟やベアキャット・ライト&スウィート・ダディ・シキなどと抗争。ニューヨークのマディソン・スクエア・ガーデンではブルーノ・サンマルチノとのシングルマッチも行われた。
ジェリーとのコンビ解消後は、ベビーフェイスとなって南部のフロリダ地区に定着。サム・スティムボートとのタッグチームやボリス・マレンコとの抗争で活躍する。1966年5月には日本プロレスに初来日、キラー・カール・コックスと組み、6月27日に名古屋で吉村道明&ヒロ・マツダからアジアタッグ王座を奪取した。1967年1月にはマツダのブッキングで国際プロレスの旗揚げシリーズ（東京プロレスとの合同興行）に参戦、東プロ所属のアントニオ猪木のUSヘビー級王座に挑戦している。
1971年にフロリダ地区の興行権を獲得。以降はチャンピオンシップ・レスリング・フロム・フロリダ（CWF）のプロモーターとなって手腕を振るい、1974年からはダスティ・ローデスを団体のエースに据え、フロリダを全米屈指の黄金テリトリーへと発展させた。1976年から1978年まではNWAの会長を務め、1978年1月25日にはマイアミ・オレンジボウルにて、当時のNWA世界王者ハーリー・レイス対WWWF王者スーパースター・ビリー・グラハムのダブル・タイトルマッチを『スーパーボウル・オブ・レスリング』と銘打って実現させている。
この間、日本には1974年2月に選手として全日本プロレスに参戦しているが、ブッカーのヒロ・マツダの仲介で1978年より新日本プロレスに協力。ダスティ・ローデスをはじめ、ボブ・ループ、ジャック・ブリスコ、ロッキー・ジョンソン、スティーブ・カーン、スキップ・ヤング、スーパー・デストロイヤー、マイク・グラハム、ジム・ガービン、スタン・レーンなどをCWFから新日本にブッキングし、1980年2月には、スティーブ・カーン対藤波辰巳のNWAインターナショナル・ジュニアヘビー級王座とWWFジュニアヘビー級王座のダブル・タイトルマッチに立会人として来日している。しかし、日本のレスリング・ウォーが激化していた1982年からは再び全日本プロレスに接近、同年2月に行われたジャイアント馬場ら全日本主力勢のCWFサーキットをプロデュースした。
晩年は金融投資の失敗
でアルコール依存症に陥り、1985年1月21日にピストル自殺。55歳没。2008年にはプロレス界における功績をたたえ、WWE殿堂に迎えられた（インダクターはダスティ・ローデス。式典にはマイク・グラハムが出席）。
グラハムの死後、CWFはデューク・ケオムカとヒロ・マツダの新体制を経て1987年2月にジム・クロケット・プロモーションズに吸収合併されたが、息子のマイク・グラハムはクロケット・プロを離脱して1988年4月より後継プロモーションのフロリダ・チャンピオンシップ・レスリング（FCW）を旗揚げ、後にプロフェッショナル・レスリング・フェデレーション（PWF）と改称し、1991年まで運営していた。FCWの名称は後年、かつてCWFを主戦場としていたスティーブ・カーンが主宰するWWEの下部団体に使用された。
尚、息子のマイク・グラハムも2012年10月19日、父親と同じくピストル自殺を遂げている。

## 獲得タイトル
チャンピオンシップ・レスリング・フロム・フロリダ
- NWAフロリダ・ヘビー級王座：1回[22]
- NWAフロリダ・ブラスナックル王座：3回[23]
- NWAフロリダ・タッグ王座：1回（w / マイク・グラハム）[24]
- NWA南部ヘビー級王座（フロリダ版）：4回[25]
- NWA南部タッグ王座（フロリダ版）：2回（w / ドン・カーティス、レスター・ウェルチ）
- NWA USタッグ王座（フロリダ版）：2回（w / ディック・スタインボーン）[26]
- NWA世界タッグ王座（フロリダ版）：8回（w / アイク・アーキンス×2、サム・スティムボート×3、ボブ・オートン×2、ホセ・ロザリオ）[27]

キャピトル・レスリング・コーポレーション / WWE
- NWA USタッグ王座（ノースイースト版）：4回（w / ジェリー・グラハム）[7]
- WWE殿堂：2008年[2]

NWAミッドアメリカ
- NWA世界タッグ王座（ミッドアメリカ版）：1回（w / サム・スティムボート）[28]
- NWA南部タッグ王座（ミッドアメリカ版）：2回（w / ロイ・ウェルチ）

ミッドアトランティック・チャンピオンシップ・レスリング
- NWA南部タッグ王座（ミッドアトランティック版）：1回（w / サム・スティムボート）[29]

NWAウエスタン・ステーツ・スポーツ
- NWAサウスウエスト・タッグ王座：3回（w / アート・ネルソン）

サウスウエスト・スポーツ・インク
- NWAテキサス・タッグ王座：1回（w / ジョニー・バレンタイン）[5]

ミッドサウス・スポーツ
- 世界ヘビー級王座（ジョージア版）：1回[30]
- NWAジョージア・タッグ王座：1回（w / マイク・グラハム）[31]

ミッドウエスト・レスリング・アソシエーション
- 世界ジュニアヘビー級王座（ミッドウエスト版）：1回

日本プロレス
- アジアタッグ王座：1回（w / キラー・カール・コックス）[10]

ワールド・チャンピオンシップ・レスリング
- WCW殿堂：1993年[32]